# 女子力←パラダイス
「女子力←パラダイス」（じょしりょく←パラダイス）は、SUPER☆GiRLSの3枚目のシングル。2011年10月5日にiDOL Streetから発売された。

## 概要
ジャケットA、B、C、D（イベント会場・mu-moショップ限定盤）、mu-moショップ限定盤（12形態）の計16形態で発売され、発売初日の10月4日付オリコンシングルデイリーチャートでは初の1位を獲得した。
ジェニーとの服のコラボレーション第2弾がCDジャケット込みで追加された。該当商品には、商品のシール、カタログ、店頭POPなどで「SUPER☆GiRLSのCDの衣装とおそろい」という宣伝が掲載されている。また、ジャケットBヴァージョンにはジェニーとフレンドドールが起用された。
これまでのシングル及び楽曲は前島亜美がセンターを務めていたが、今作「女子力←パラダイス」では主に溝手るかがセンターを務めている。
2013年7月20日に開催された「SUPER☆GiRLS リクエストLiVE 2013」では「女子力←パラダイス」が4位に選ばれた。

## 収録曲

### ジャケットA
1. 女子力←パラダイス [4:32]
作詞：BOUNCEBACK、作曲：松田純一、編曲：鈴木Daichi秀行
2. WAKE UP!〜オンナノコのチカラ〜 [3:44]
作詞：鳥海雄介、作曲・編曲：BLUE☆BiRLS
3. Girl's Party -my friend Jenny- [4:40]
作詞：栗原暁（Jazzin' park）、作曲・編曲：久保田真悟（Jazzin' park）
  - ファッションドール「ジェニー」コラボレートソング

DVD
1. 女子力←パラダイス（MUSIC VIDEO）
2. 女子力←パラダイス（MUSIC VIDEO -Dance Only ver.-）

### ジャケットB
1. 女子力←パラダイス
2. WAKE UP!〜オンナノコのチカラ〜
3. Girl's Party -my friend Jenny-
4. SUPER☆GiRLS 超絶学園 スクールデイズコレクション 秋・超絶祭で大騒動! [16:42]

### ジャケットC
1. 女子力←パラダイス
2. WAKE UP!〜オンナノコのチカラ〜
3. Gril's Party -my friend Jenny-

### ジャケットD
1. 女子力←パラダイス
2. WAKE UP!〜オンナノコのチカラ〜
3. 女子力←パラダイス（instrumental）
4. WAKE UP!〜オンナノコのチカラ〜（instrumental）

## イベント
| 日程                     | 公演名                                                                                   | 会場                                                                                             | 備考                                      |
| ------------------------ | ---------------------------------------------------------------------------------------- | ------------------------------------------------------------------------------------------------ | ----------------------------------------- |
| 2011年 9月24日・ 10月1日 | 発売記念予約握手会                                                                       | avex本社                                                                                         | 各日2部制                                 |
| 10月4日                  | 緊急決定☆ 汐留AXでタワーレコード1日店員企画!? メンバーから商品お渡しいたします!!         | 汐留AX                                                                                           | お渡し会                                  |
| 10月4日                  | 緊急決定☆ 秋田恵里からのお渡し会!!                                                       | イトーヨーカドー安城                                                                             | お渡し会                                  |
| 10月5日                  | 発売記念!!タワーレコード渋谷店でメンバー女子力検定試験振り返り!?握手会イベント開催決定!! | タワーレコード渋谷                                                                               | 2部制 トークイベント・グループ別握手会    |
| 10月5日                  | 発売記念「感謝のキモチを込めて、お店にお邪魔します!!」                                   | ディスクピア日本橋                                                                               | 2部制（10月6日東京のみ） グループ別握手会 |
| 10月6日                  | 発売記念「感謝のキモチを込めて、お店にお邪魔します!!」                                   | SHIBUYA TSUTAYA アニメイト秋葉原 タワーレコード新宿 アキバ☆ソフマップ1号店 TSUTAYA EBISUBASHI 他 | 2部制（10月6日東京のみ） グループ別握手会 |
| 10月8日                  | 発売記念本社握手会                                                                       | avex本社                                                                                         | 2部制 グループ別握手会                    |
| 10月10日・ 23日          | 発売記念握手会「超絶全力でキミをGet Chu!! "女子力←パラダイス"」                          | サンライズビル                                                                                   | 各日3部制 グループ別握手会                |